# Verschiebebahnhof Breitenlee
Der Verschiebebahnhof Breitenlee ist ein aufgegebenes Verkehrsprojekt Österreich-Ungarns und der frühen Ersten Republik. Das Areal liegt im 22. Wiener Gemeindebezirk Donaustadt. Der Bau wurde im Ersten Weltkrieg 1916 begonnen, aber in den Nachkriegs-Wirtschaftskrisen um 1925 endgültig eingestellt. Der Verschiebebahnhof wäre seinerzeit einer der größten Rangierbahnhöfe Europas geworden.

## Lage

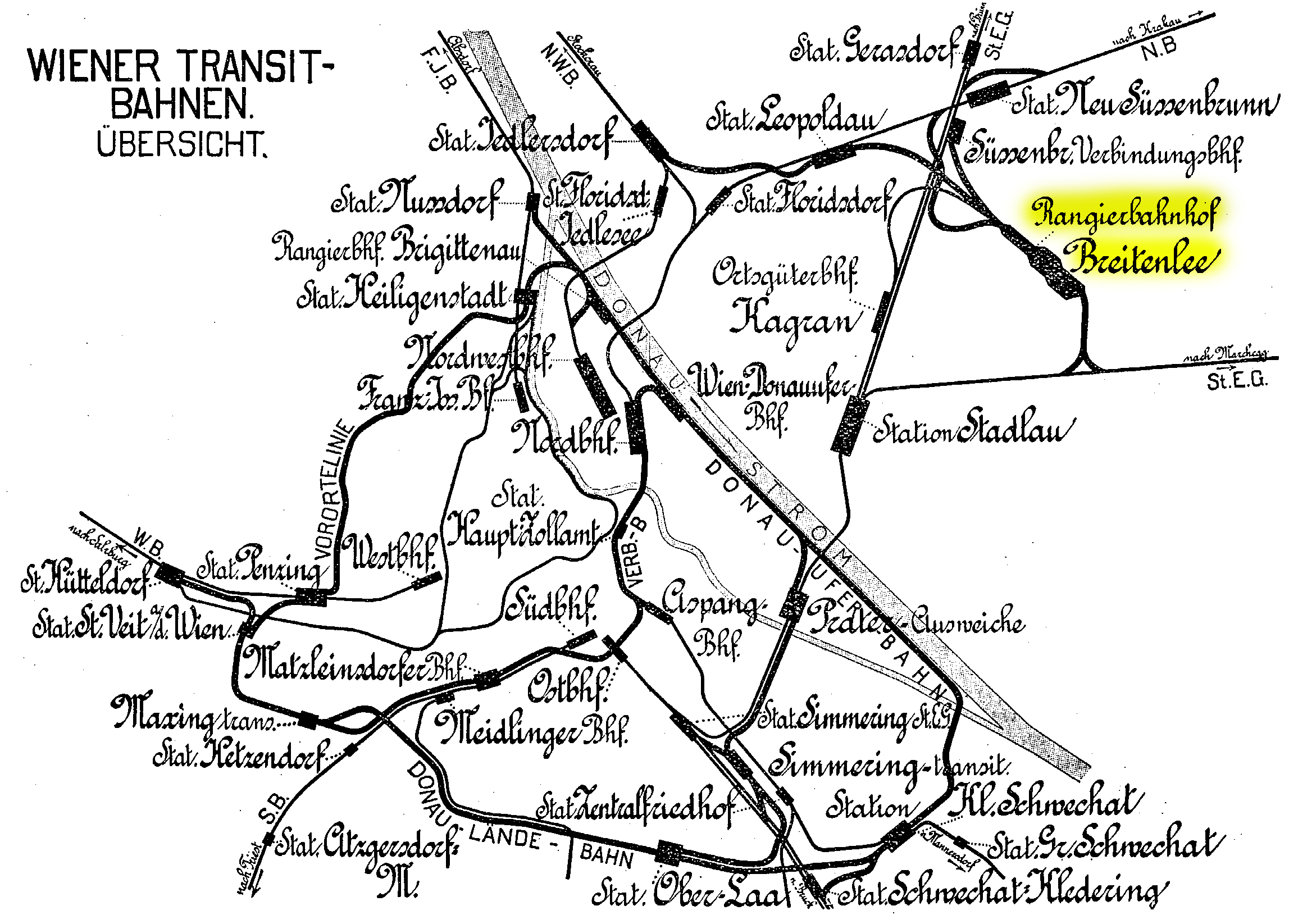
Lage im Netz der Wiener Transit-Bahnen (1918)

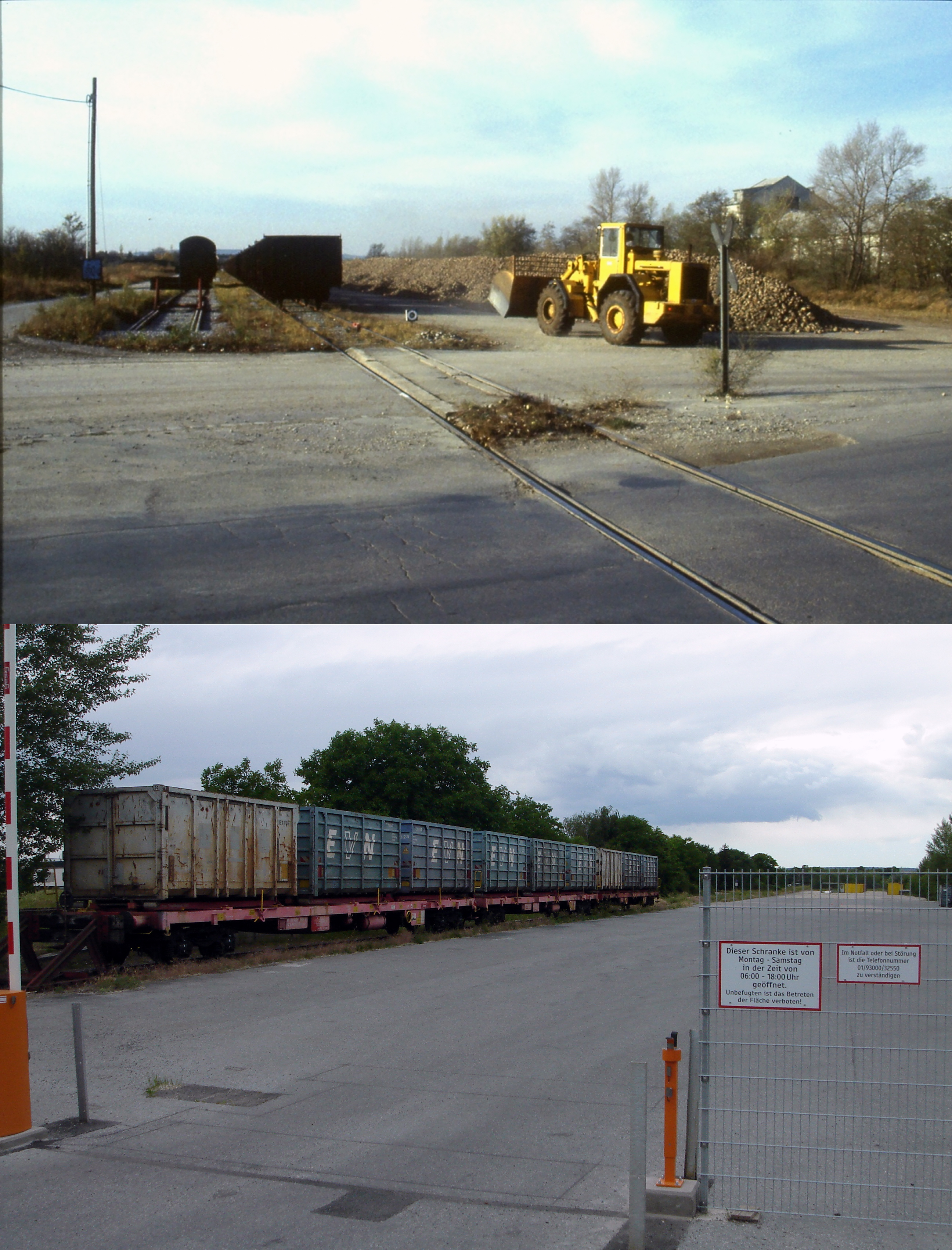
Das Ende der Bahnstrecke an der Oleandergasse. Oben: 1985, unten: 2017

Das Bahnhofareal umfasst das ganze Gebiet nördlich und auch Gebiete östlich von Breitenlee, einem kleinen Dorf an der Nordgrenze Wiens, das 1938 nach Wien eingemeindet wurde und zum Bezirk Groß-Enzersdorf (seit 1954 Donaustadt) kam.

## Baugeschichte

### Anlage
Die Verkehrsstelle Breitenlee Verschiebebahnhof wurde zwischen der Laaer Ostbahn, der Nordbahn sowie der Marchegger Ostbahn errichtet.
Die Anlage war ohne Ausfahrgleise rund 4 km lang und bis zu 500 m breit. Im Endausbau sollte der Bahnhof 100 Gleispaare nebeneinander umfassen, geplant waren auch Rundlokschuppen mit Drehscheibe, Wasserstation, Werkstätten, Heizhaus, Kohlenbunker.
Seine nordwestliche Ausfahrt bildeten eine Schleife zur Nordbahn Richtung Floridsdorf und eine zweite zur Ostbahn (dort Verkehrsstelle Breitenlee Nordabzweigung) Richtung Laa an der Thaya sowie zur Nordbahn Richtung Gänserndorf. Seine südöstliche Ausfahrt bildeten eine Schleife zum Marchegger Ast Richtung Stadlau und eine zweigleisige Schleife zum Marchegger Ast Richtung Marchegg (Grenze zur Slowakei). Im Gleisdreieck befand sich die Verkehrsstelle Breitenlee Südabzweigung.
Die Zulaufstrecken vom Bahnhof Leopoldau (Nordbahn), Bahnhof Süßenbrunn-Entseuchung (Laaer Ostbahn) sowie der zweigleisigen Südabzweigung von der Marchegger Ostbahn () bestanden offiziell vom 1. Dezember 1916 (Eröffnung) bis 15. Mai 1926 (Betriebseinstellung). Die eingleisige Südabzweigung von der Marchegger Ostbahn Richtung Bahnhof Stadlau () wurde am 7. November 1917 eröffnet und am 15. Mai 1926 stillgelegt.

### Baumaßnahmen

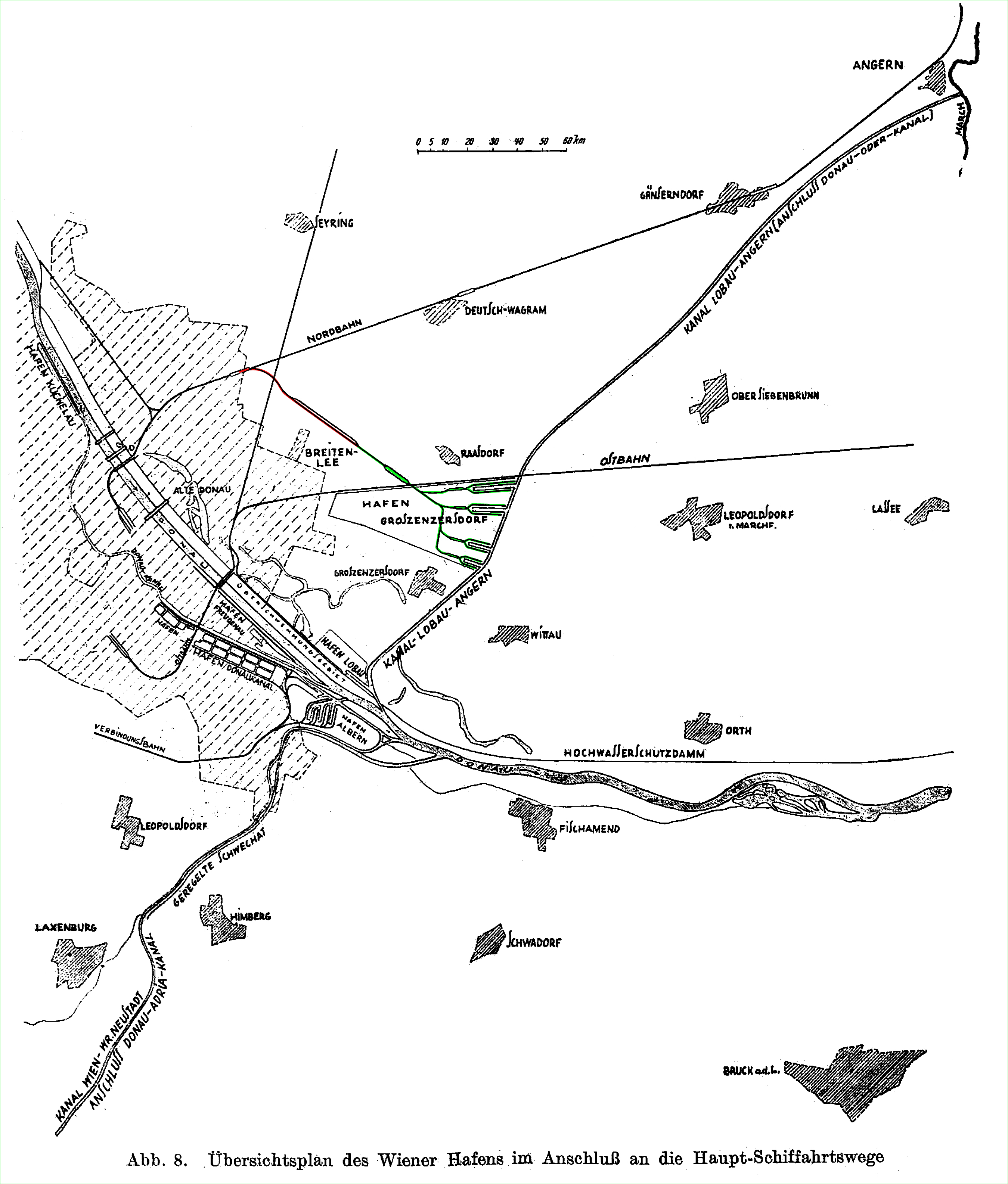
Teilprojekt Hafen Groß-Enzersdorf (1947/48)

Breitenlee Verschiebebahnhof wurde 1912–1914 von den k.k. österreichischen Staatsbahnen (k.k.StB.) geplant. Der Bau konnte allerdings erst einige Zeit nach Ausbruch des Ersten Weltkriegs beginnen, nachdem spürbare Kapazitätsengpässe der Bahnanlagen im Wiener Raum im Zuge der Transportbewegungen bei Kriegsbeginn das k.u.k. Militär von der Notwendigkeit der Unterstützung des Projekts überzeugt hatten. Als Ersatz für die fehlenden zivilen Arbeitskräfte erhielten die von den Staatsbahnen beauftragten Bauunternehmen bis 1918 serbische, russische und italienische Kriegsgefangene als Zwangsarbeiter zugeteilt. Ab 1916 erfolgte die Inbetriebnahme einzelner Bauabschnitte. Im Ersten Weltkrieg hatte der Bahnhof große Bedeutung für Truppen- und Materialtransporte.
Nach 1918 liefen die Bauarbeiten mit zivilen Kräften fast nahtlos weiter, wurden aber 1922 im Zuge der staatlichen Budgetkonsolidierung zur Bekämpfung der Inflation aus Geldmangel eingestellt, als das Projekt zu etwa zwei Dritteln realisiert war. Einige Jahre später wurde der Bahnhof als Verschiebebahnhof stillgelegt, da er wegen der unvollendeten Gleis-, Heizhaus-, Werkstätten- und Stellwerksanlagen und der reduzierten Verkehrsströme Richtung Norden und Osten nach damalig – kurzsichtigem – Ermessen nicht wirtschaftlich betrieben werden konnte.

### Weitere Nutzung
Vor 1930, mit Beginn der Weltwirtschaftskrise, wurde die Demontage der vorhandenen Gleisanlagen zur Gewinnung von Schienen- und Baumaterial vorangetrieben. 1928 waren im Bereich des ehemaligen Hauptdienstgebäudes 38 obdachlose Familien von Dienstnehmern der Bahnverwaltung untergebracht. Nach 1945 dienten die immer kleineren Gleisanlagen praktisch nur mehr zum Abstellen überzähliger Schienenfahrzeuge und als Anschlussgleise für einige inzwischen auf dem Areal angesiedelten Betriebe. Heute (2020) bestehen durchgehend bis auf Höhe der Oleandergasse Gleisreste, ausschließlich befahrbar von der Laaer Ostbahn aus. Sie dienen nur als betriebliche Anschlussgleise.
1947/48 bestand das Vorhaben, bei Anbindung an den Donau-Oder-Kanal den Wiener Hafen entsprechend auszubauen. In Aussicht wurde genommen, die in Teilen bereits vorhandene Kanalverbindung zur March fertigzustellen (Kanal Lobau–Angern). Für diesen Kanal sah das Projekt zwischen den Ortschaften Raasdorf und Groß-Enzersdorf eine achtzeilige Hafenanlage vor (Hafen Groß-Enzersdorf), deren Bahnerschließung vom ehemaligen Verschiebebahnhof ausgehen sollte.
Konträr zu dem hafenorientierten Projekt wurde 1948 im Rahmen der Wiederherstellung bzw. einer zukünftigen Verbesserung der Verkehrsverhältnisse im Raum Wien der aufgelassene Verschiebebahnhof als Möglichkeit gesehen, den für Nord- und Ost-Transit unzureichende Dienste bietenden Güterbahnhof Strasshof an der Nordbahn zu ersetzen. Dieses Vorhaben sah einen die Marchegger Ostbahn querenden Streckenneubau vor, der über Essling und die Lobau in Klein-Schwechat die Donauländebahn erreichen sollte.

## Naturschutz
Das ganze Areal ist im Besitz der ÖBB, und Unbefugten war das Betreten verboten.
Das ehemalige Bahnhofsareal (90,31 Hektar) stellt heute das wichtigste Naturbiotop (1999: Stadtwildnisfläche), einen zusammenhängenden Komplex aus Trockenrasen, Gehölzen und naturnahen Teichen, in Wien zwischen Bisamberg und Lobau dar. Hier wachsen in Österreich gefährdete und teilweise vom Aussterben bedrohte Arten wie der Spät-Bitterling (Blackstonia acuminata), die Spatzenzunge (Thymelaea passerina), die hier ihr in Wien größtes Vorkommen hat, der Acker-Schwarzkümmel (Nigella arvensis), das Salz-Tausendguldenkraut (Centaurium littorale), das Ästig-Leinblatt (Thesium ramosum) und das Haar-Pfriemengras (Stipa capillata). Der Ost-Sesel (Seseli campestre), der in Österreich überhaupt nur hier und im Marchfeld auftritt, ist ein Neubürger aus Osteuropa. Auch der Hanf-Eibisch (Althaea cannabina) ist ein sehr selten auftretender Neophyt. Während der Errichtung des Verschiebebahnhofs wurde der Kellerberg, eine mächtige Sanddüne, abgetragen. Reste des Kellerbergs sind noch östlich der Oleandergasse als Bodenformen erkennbar. Die xerophile Flora des ehemaligen Kellerbergs dürften für die heutige bemerkenswerte Trockenvegetation hauptverantwortlich sein.
Schon 1998 wurde eine Erklärung zum Geschützten Landschaftsteil vorgeschlagen. 2015 wurden die Areale in das neu begründete Landschaftsschutzgebiet Donaustadt eingegliedert (LGBl. 22/2015). Das Areal ist ein Teil des geplanten Norbert-Scheed-Waldes. Im Juni 2024 wurde in einer durch die Stadt Wien und der ÖBB verfassten Absichtserklärung verlautbart, dass die Fläche des Verschiebebahnhofs unter dem Namen „Naturschutz-Areal Breitenlee“ als Renaturierungsfläche genutzt werden soll.
Die verwilderte Industriebrache soll ab 2025 renaturiert werden.

## Bilder

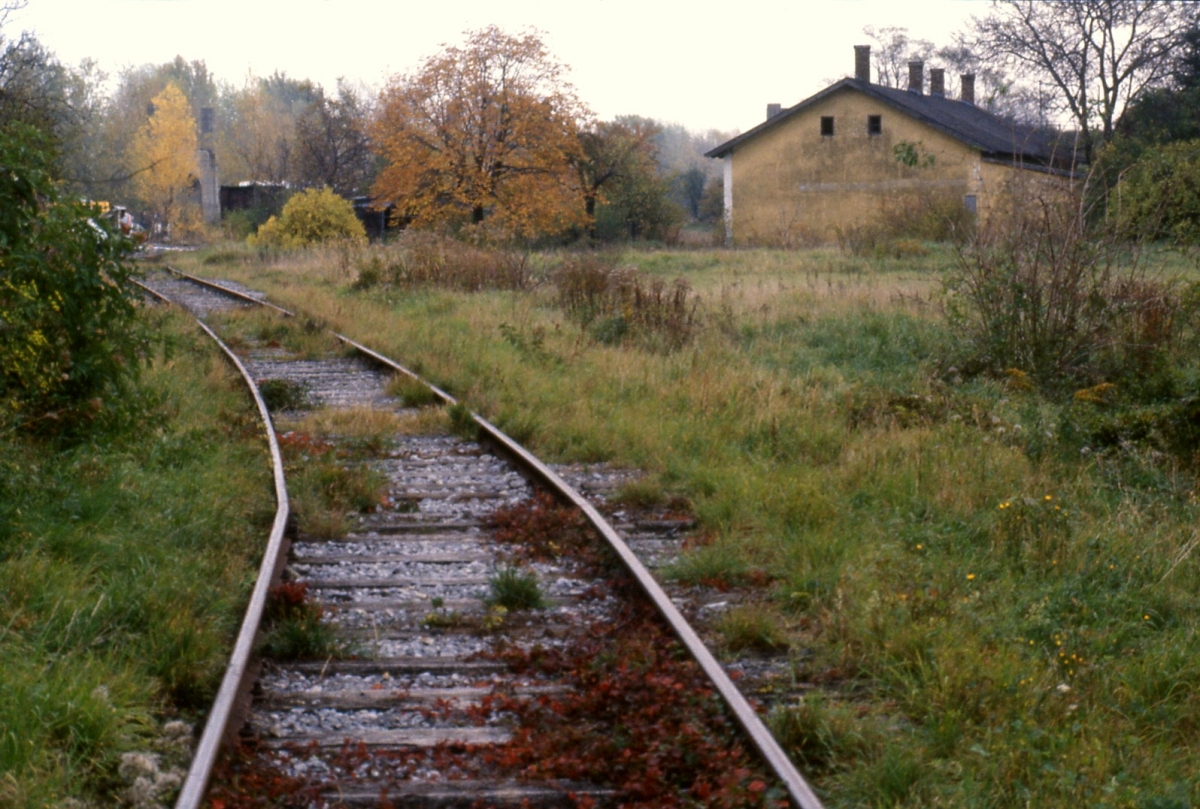
Ehemaliges Bahngelände Breitenlee Verschiebebahnhof, rechts das  Hauptdienstgebäude, 1986
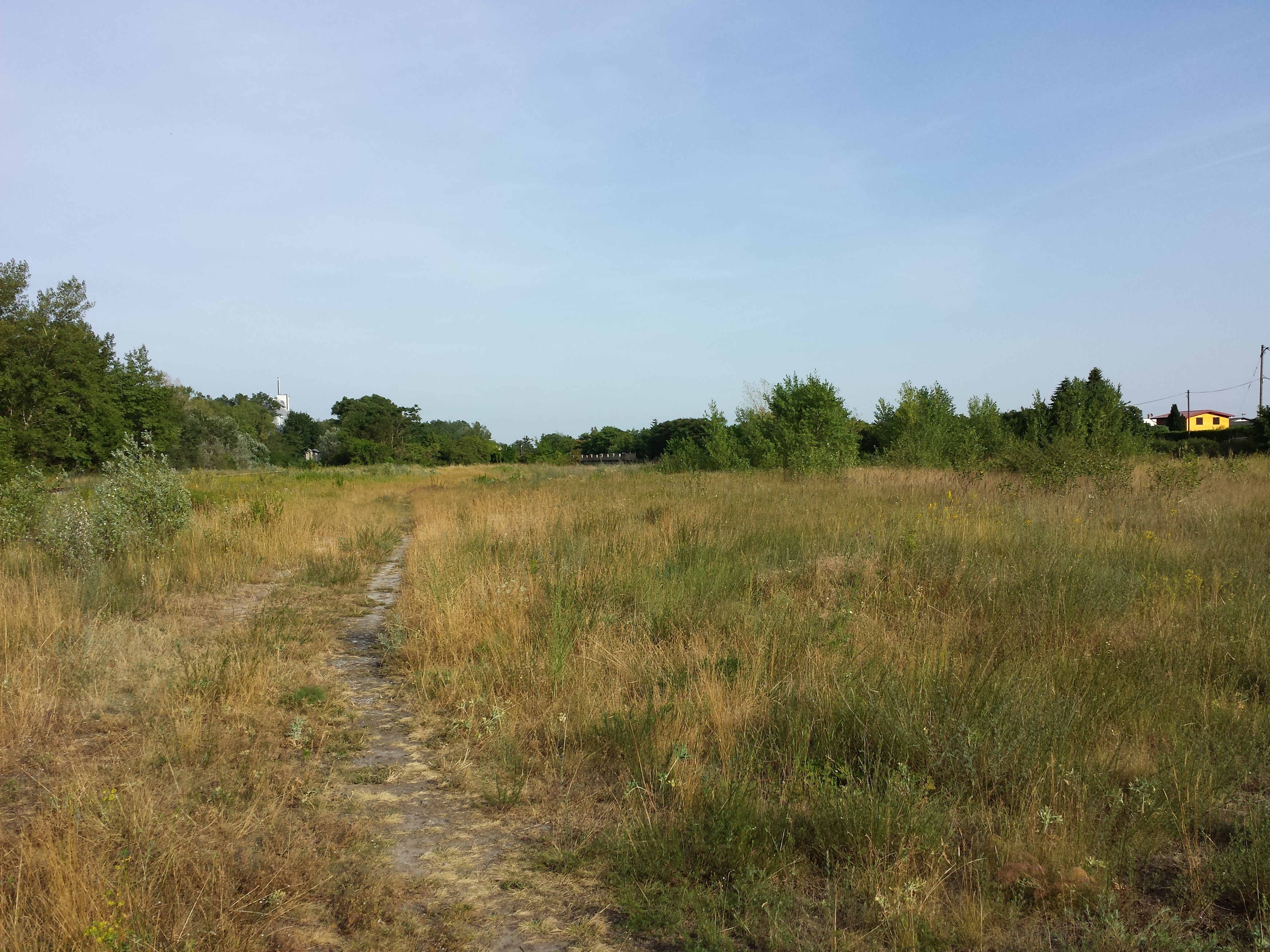
Nach der Aufgabe des Bahnhofs hat die Natur diesen zurückerobert und es entstanden naturschutzfachlich wertvolle Habitate.
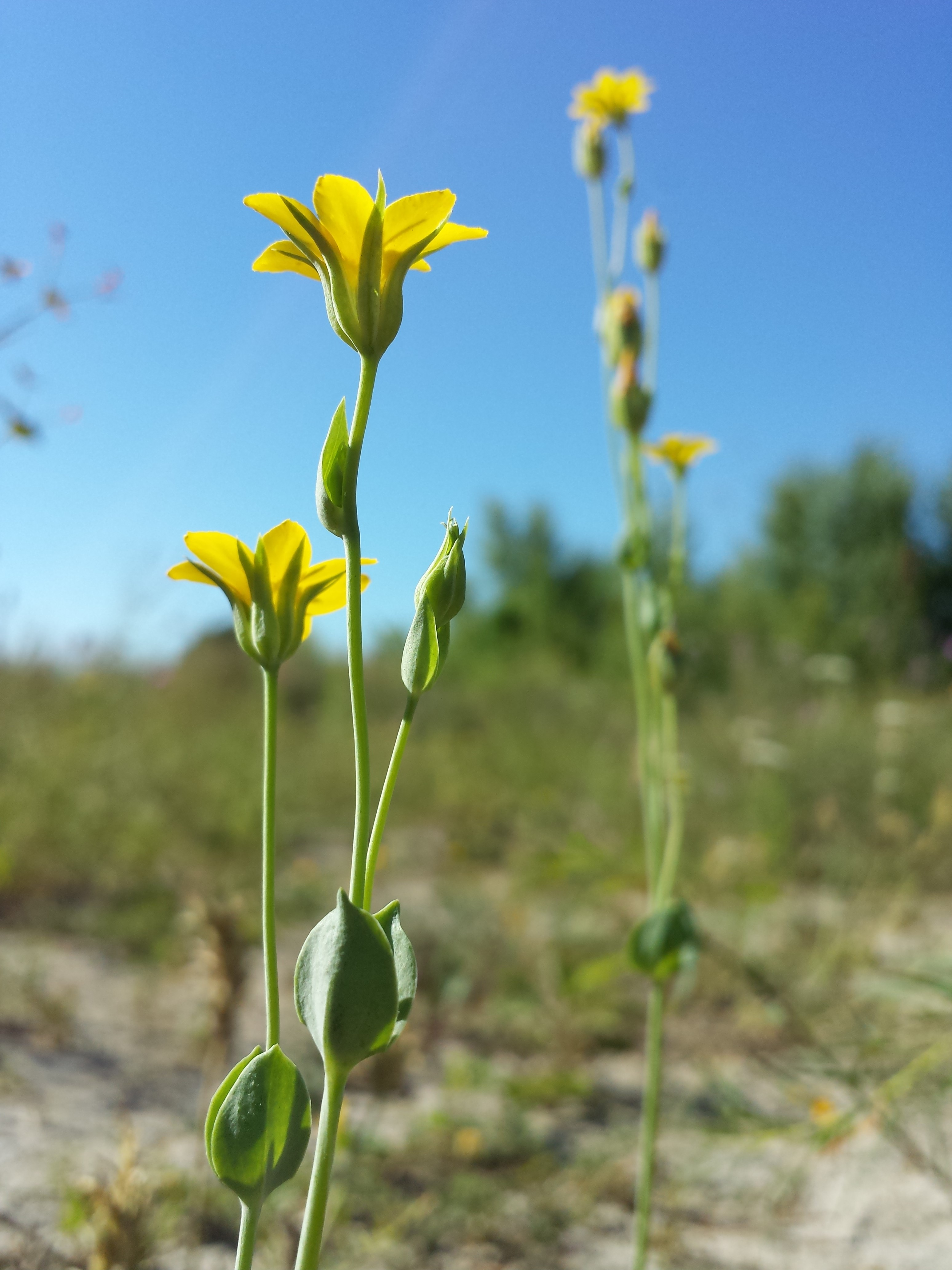
Der sehr seltene Spät-Bitterling (Blackstonia acuminata) wächst am Areal des Bahnhofs und ist in Österreich vom Aussterben bedroht.
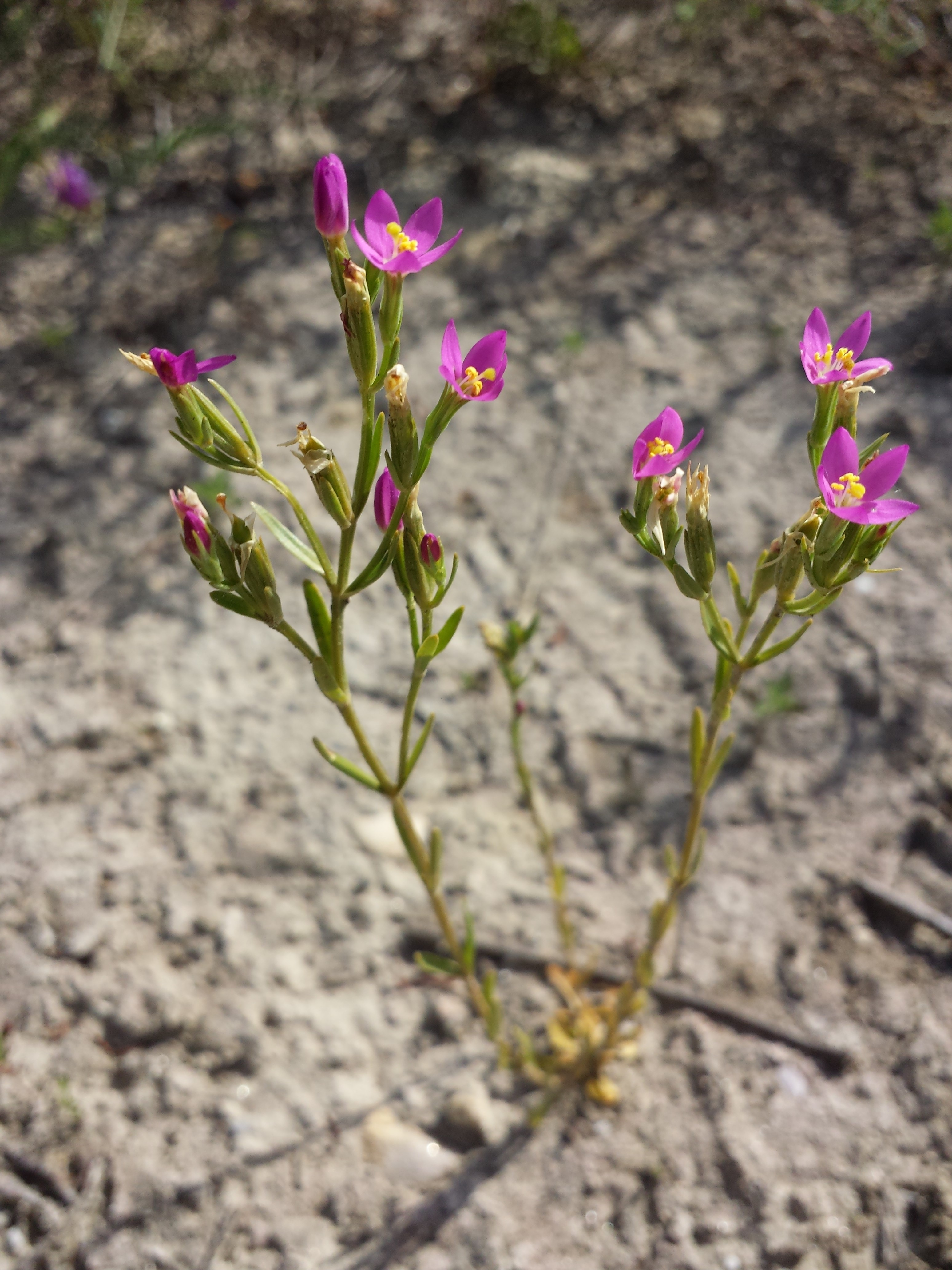
Das Salz-Tausendguldenkraut (Centaurium littorale subsp. uliginosum) tritt in Österreich außerhalb des Seewinkels nur selten auf und gilt als gefährdet.
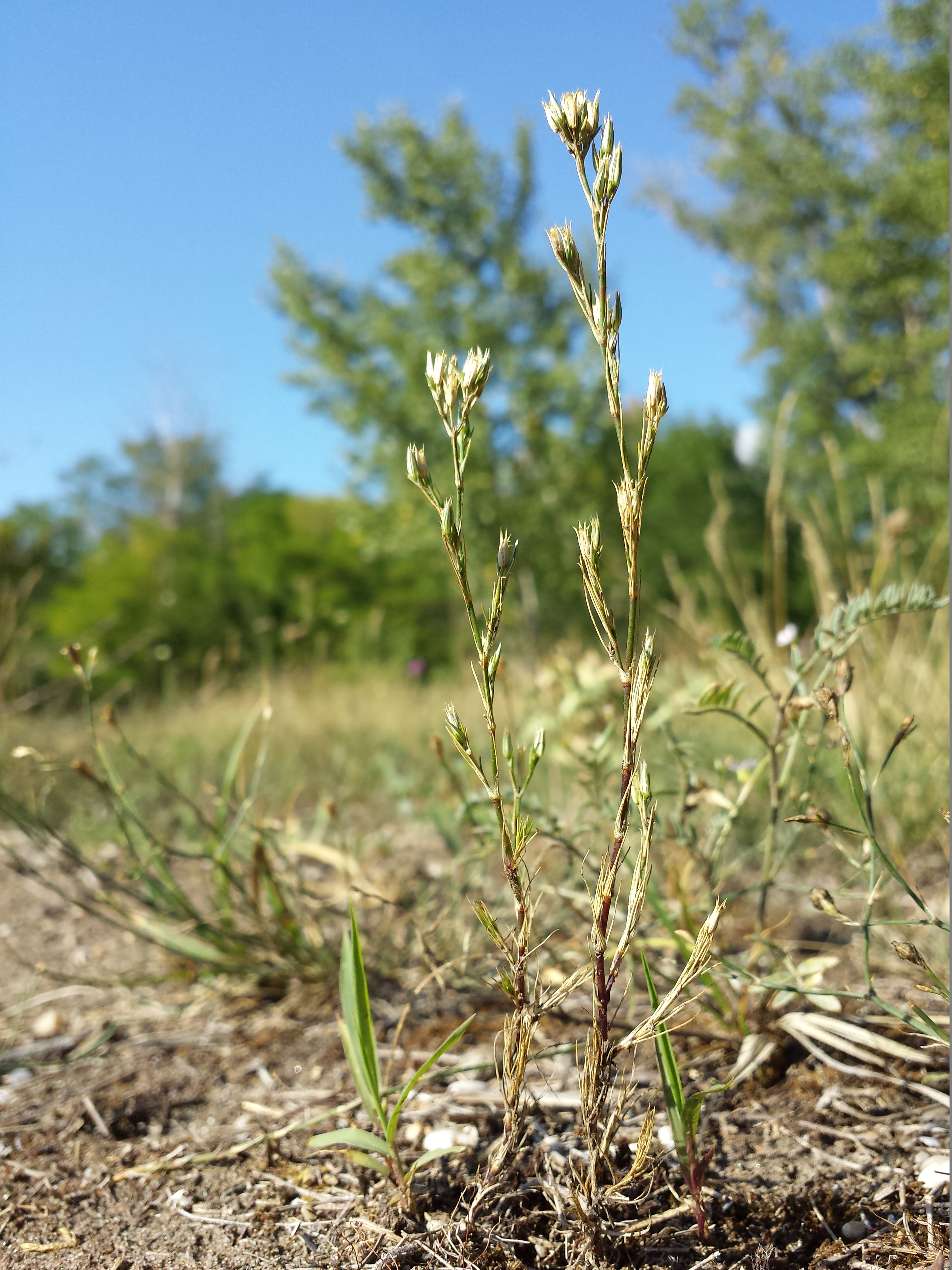
Die Büschel-Miere (Minuartia rubra) gilt in Wien als vom Aussterben bedroht.
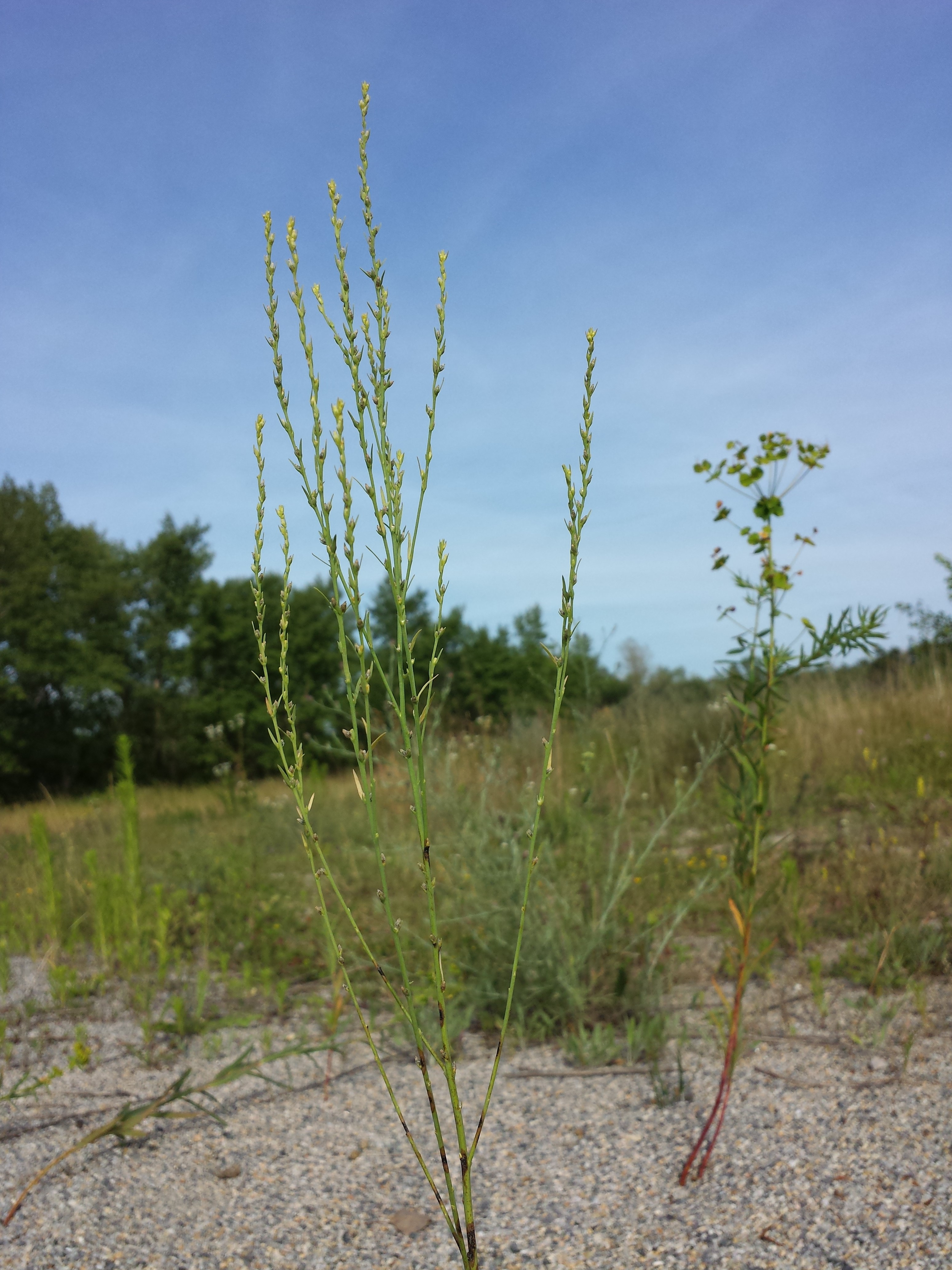
Die kalkliebende Spatzenzunge (Thymelaea passerina) ist im Pannonikum zerstreut bis selten anzutreffen und stark gefährdet.
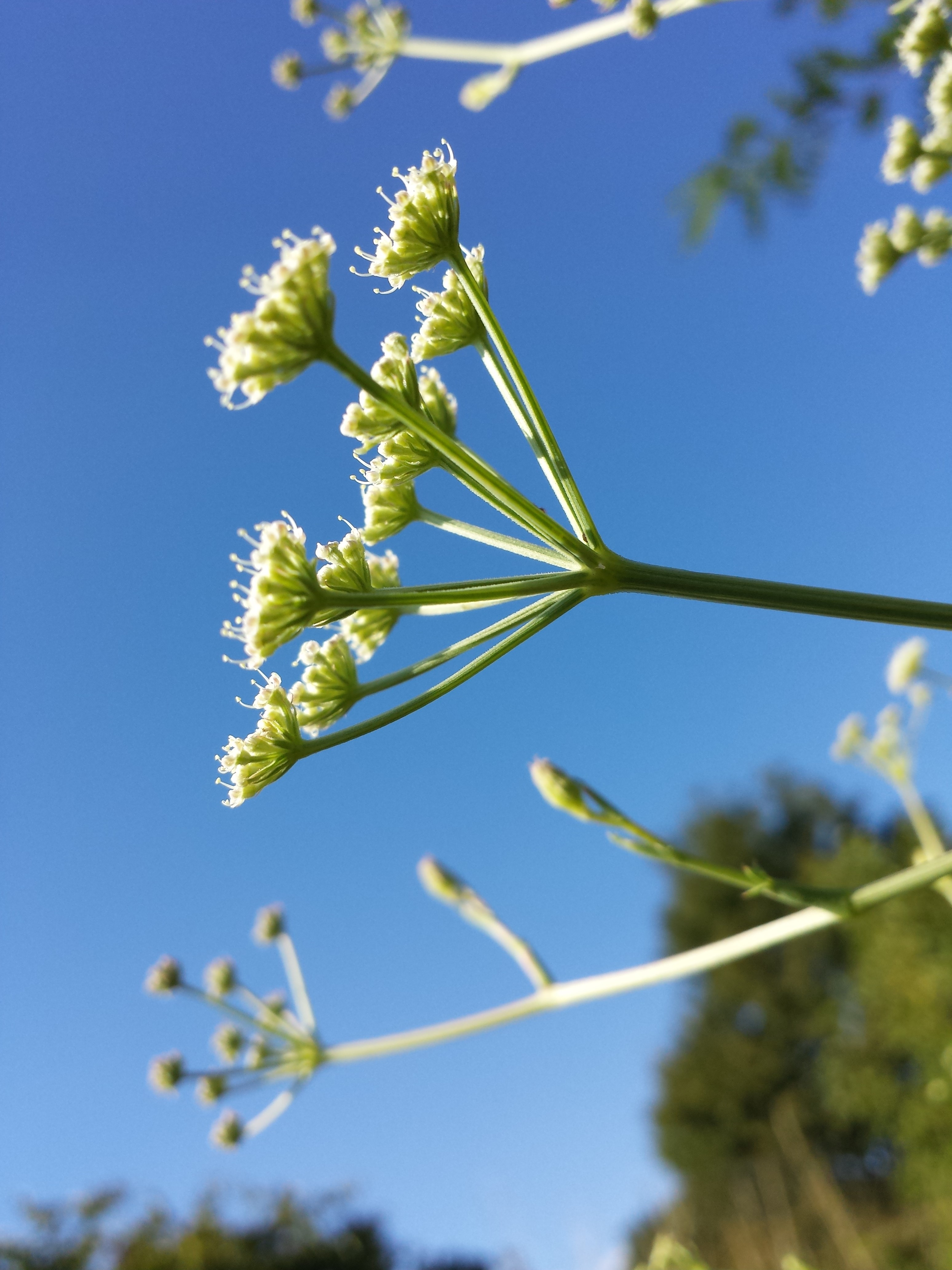
Der Ost-Sesel (Seseli campeste) ist ein sehr selten auftretender Neubürger aus Osteuropa, der sich am ehemaligen Verschiebebahnhof angesiedelt hat.
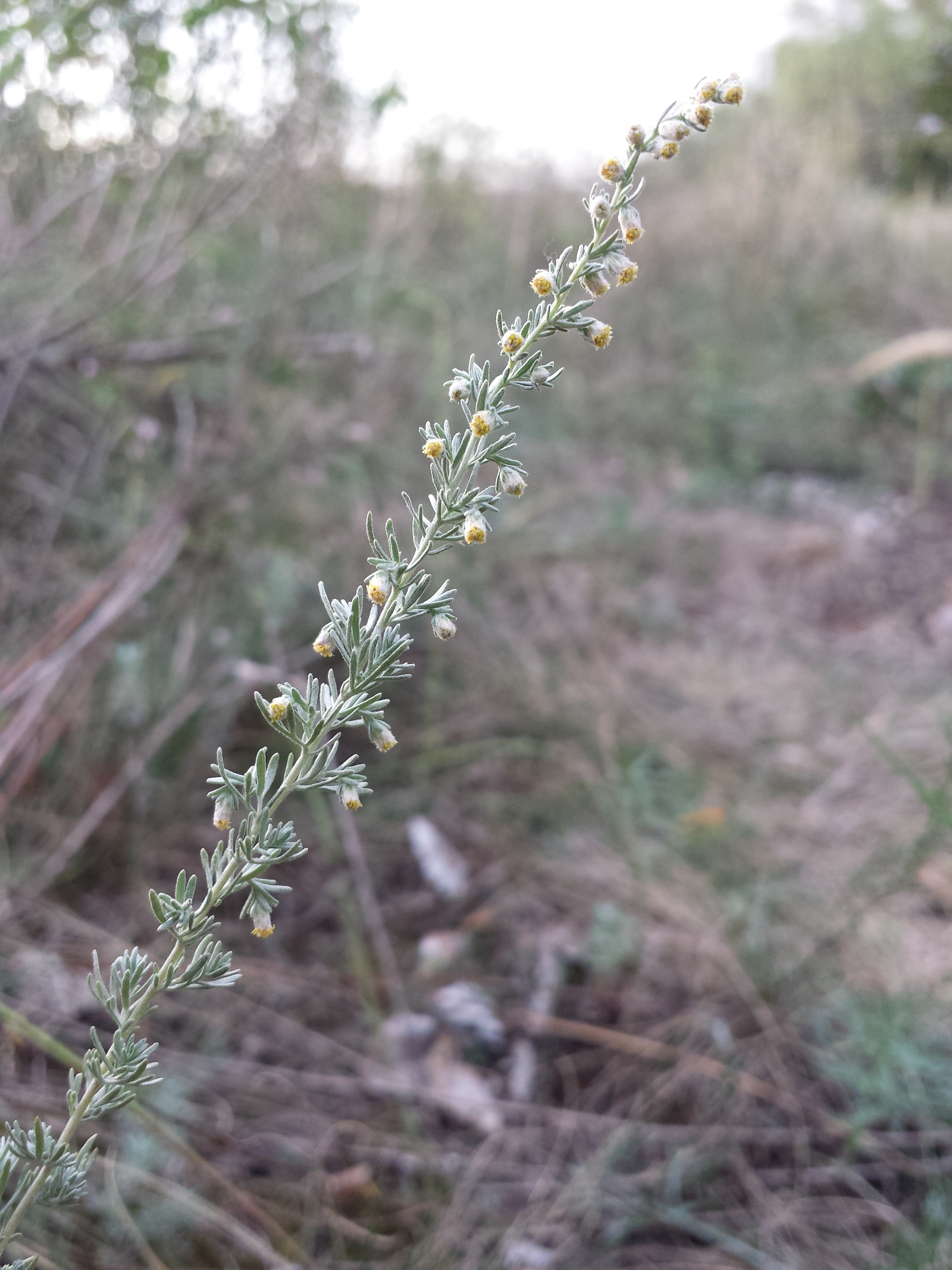
Der Fremde Österreich-Wermut (Artemisia repens, Artemisia austriaca var. advena) ist in Österreich nur vom Verschiebebahnhof Breitenlee bekannt.